# Сонячні канікули
Сонячні канікули англ. Holiday in the Sun — американська молодіжна романтична комедія 2001 року.

## Сюжет
Медісон (Мері-Кейт Олсен) і Алекс (Ешлі Олсен) Стюарт — сестри-близнючки з Іллінойсу, яких батьки на зимових канікулах відвезли на Багамські острови. Спочатку сестри розчаровані тим, що вони не змогли поїхати на Гаваї зі своїми друзями, проте насолоджуючись свободою у вигляді власної кімнати, а також чистих пляжів в Карибському басейні, вони змінили свою думку. Алекс закохується в хлопця на ім'я Джордан, робітника курорту. Вона не єдина, хто поклав око на нього, є також розпещена спадкоємиця Браяна Воллес (Меган Фокс). Свято веселощів на сонці переривається, коли сестри перетинаються з чоловіком, що займається контрабандою археологічних артефактів. Хоча їхні батьки уважно стежать на ними, сестри і Гріффен повинні знайти спосіб, щоб очистити ім'я Джордана. Але тільки разом вони здатні все подолати і зрозуміти справжній сенс сестринства…

## У ролях
- Мері-Кейт Олсен …. Медісон Бретань Стюарт
- Ешлі Олсен …. Олександра Аннелізе «Алекс» Стюарт
- Остін Ніколс[en] …. Гріффен Грейсон
- Бен Істер[en] …. Джордан Ландерс
- Біллі Аарон Браун[en] …. Скотт
- Меган Фокс …. Браяна Воллес
- Ешлі Хьюз …. Кіган
- Маркус Фланаган[en] …. Гаррісон
- Джеймі Роуз[en] …. Джуді
- Джефф Альтман[en] …. Чад
- Венді Шааль …. Джил
- Ешлі Келлі …. Тріш
- Стерлінг Райс …. Кармен
- Бен Крістен …. хлопчик у клубі
- Спенсер Робертс …. серфер
- Джейсон Дево …. Стен
- Бен Дж. Майклс …. Джеффрі
- Chelera Бейтман …. Ліз
- Сезар Алава …. Шамплейн
- Скотт Аддерлі …. охоронець
- Світанок Форбс …. Кетрін